# Panagia tis Nikis
Panagia tis Nikis (griechisch Παναγία της Νίκης ‚Maria vom Siege‘), auch Santa Maria ist eine Pfarrkirche des römisch-katholischen Erzbistums Rhodos in Rhodos-Stadt auf der gleichnamigen griechischen Insel Rhodos.
Die Kirche mit dem Patrozinium Maria vom Siege befindet sich im zentralen Bezirk von Niochori der Stadt Rhodos. Der Komplex umfasst das Kloster der Franziskaner und das Kloster-Gästehaus. Die neue Kirche, die 1743 erbaut, 1851 erweitert und 1929 saniert wurde, ist die wichtigste katholische Kirche auf Rhodos. Die Adresse ist Odos Kathopouli 45, Rodos 851 31, Griechenland.

## Geschichte
Während der Kreuzzüge und der Kreuzfahrerzeit befand sich die später zerstörte Kirche Panagia tis Nikis am nordöstlichen Ende der Stadtmauer neben dem Tor Pyli Agias Ekatarinis. Nach der türkischen Eroberung von Rhodos 1522, mussten die Franziskaner die Insel mit den Rittern des Johanniterordens verlassen. 1719 konnte die Franziskaner ihre Niederlassung auf Rhodos wieder herstellen und nutzten die alte Kirche Agios Stefanos. An dieser Stelle wurde 1734 dann die Kirche Panagia tis Nikis gebaut, 1851 erweitert und 1926 bei einem Erdbeben wesentlich beschädigt.
1927 wurden mit einem von dem Architekten Armando Bernabiti umgesetzten Masterplan des Architekten Florestano Di Fausto die Sanierungsarbeiten mit einer neuen Fassade begonnen und 1929 abgeschlossen. Das Barockportal wurde durch ein kunstvolles schmiedeeisernes Tor ersetzt, das in der Werkstatt von Carlo Boselli in der Emilia-Romagna in Italien gefertigt wurde.

## Architektur
Die Fassade hat architektonische Ornamente im „Kreuzritterstil“ auf einem weißen Gipshintergrund. Über dem Portal befindet sich eine Nische mit einer Statue der Heiligen Jungfrau.
Der Innenraum hat ein einziges Kirchenschiff mit Querschiff. Die Kirche ist durch drei Kreuzgewölbe unterteilt und endet mit einem viereckigen Chor mit einer von einer Laterne gekrönten Kuppel. Im Gegensatz zur früheren Kirche wurde die neue Kirche so gebaut, dass sie einfacher und strenger wirkt. Die beiden seitlichen Altäre wurden entfernt und durch zwei Kapellen ersetzt, die dem heiligen Franziskus und dem heiligen Antonius gewidmet waren, und die Anzahl der dekorativen Gegenstände wurde ebenfalls verringert. Die rechte Seite des mit einem Kopfsteinpflastermosaik gepflasterten Kirchhofs führt zum Kloster, das teilweise für Pfarraktivitäten genutzt wird. Im Jahr 1937 errichtete der örtliche Marmorschnitzer Cosimo Salvatore die Stufen sowie Vor- und Rückseite des Hauptaltars aus Carrera-Marmor. Über viele Jahrzehnte wurden Verbesserungen und Renovierungen im Innen- und Außenbereich der Kirche und des Klosters durchgeführt.
Auf der linken Seite der Kirche kann zur Weihnachtszeit eine Darstellung der Geburt des heiligen Franziskus besucht werden.